# Pyrrhoplecte à nuque d'or
Pyrrhoplectes epauletta, Pyrrhoplectes
Genre
Espèce
Statut de conservation UICN

 LC  : Préoccupation mineure
Le Pyrrhoplecte à nuque d'or (Pyrrhoplectes epauletta), unique représentant du genre Pyrrhoplectes, est une espèce monotypique de passereaux de la famille des Fringillidae.
Il peuple le versant nord de l'Himalaya et les monts Hengduan.
Il privilégie les milieux de Rhododendron keysii.

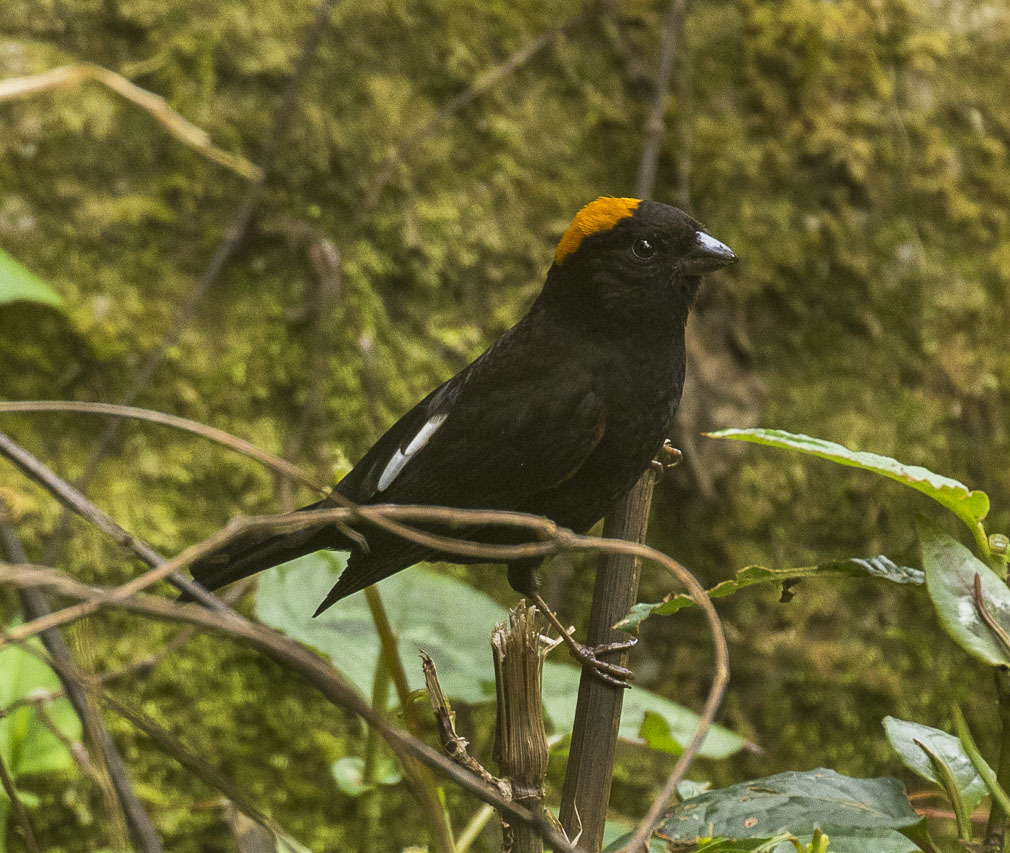
♂
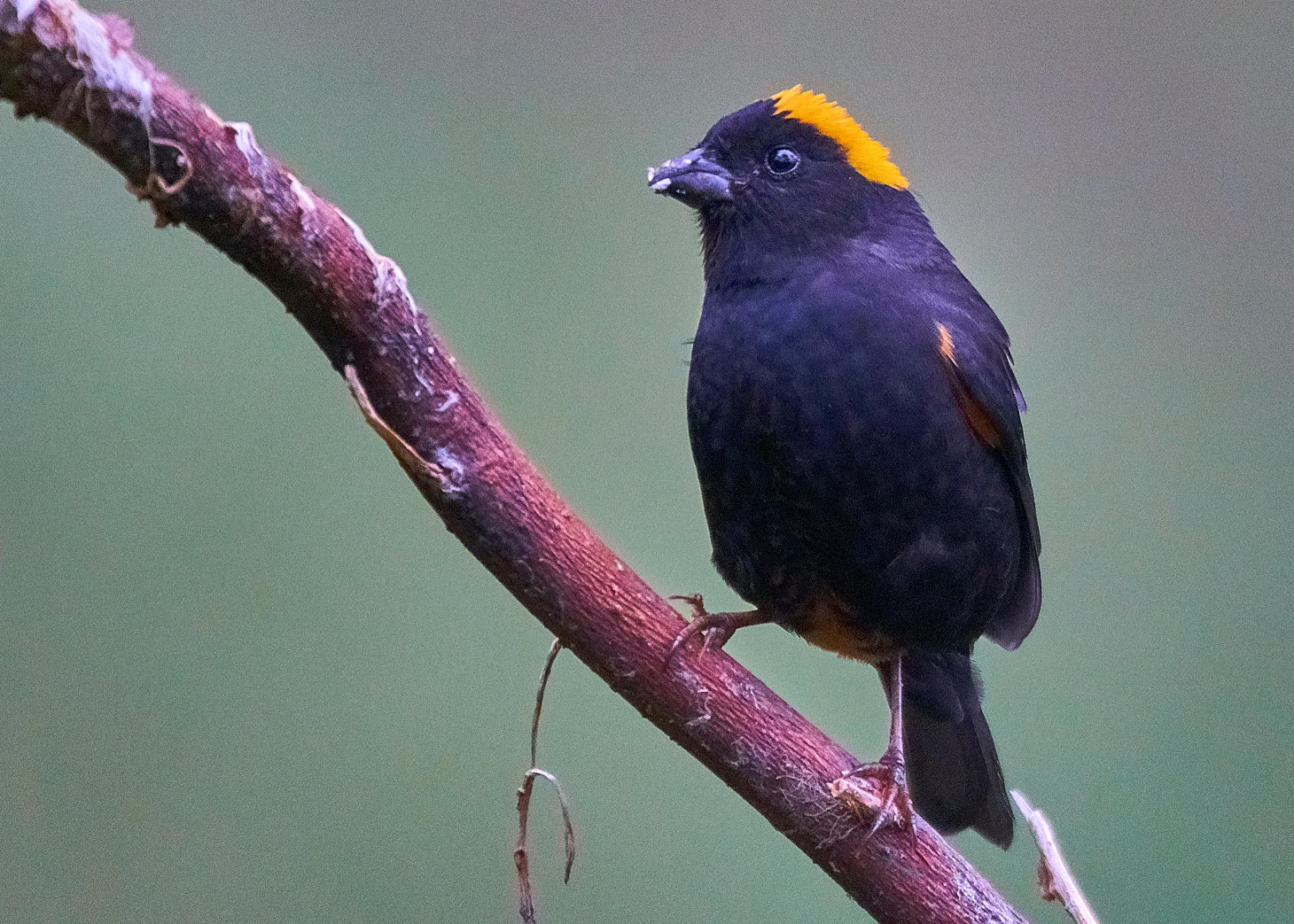
♂
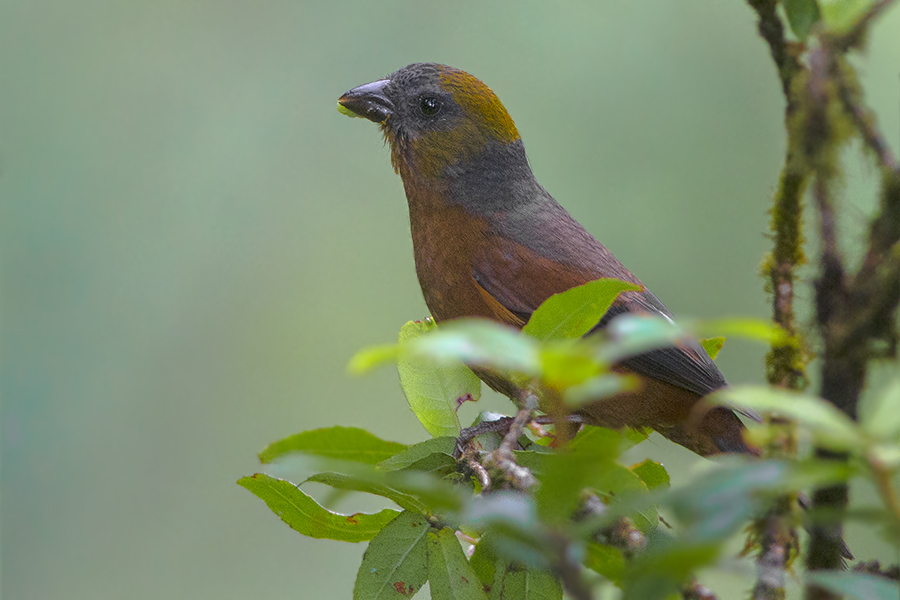
♀